# 乔治·马瑟
乔治·马瑟（1965年—）美国《科学美国人》杂志编辑，毕业于布朗大学和康奈尔大学，曾获美國國家雜誌獎，主要作品有《幽灵般的超距作用：重新思考空间和时间》（Spooky Action at a Distance）等。